# Curruca
Curruca is een geslacht van zangvogels uit de familie Sylviidae (grasmussen). Het geslacht Curruca is afgesplitst op grond van DNA-onderzoek. Dit nieuwe geslacht bestaat uit 25 soorten die daarvoor meestal in het geslacht Sylvia waren geplaatst.

## Leefwijze
De meeste soorten leven in bossen en dichte struiken in Zuid- en Oost-Europa en Afrika. De grasmus en braamsluiper komen in een groot deel van Europa en West-Azië als broedvogel voor. De zang is vaak luidruchtig maar zeer typisch voor de soort, zodat ze elkaar kunnen herkennen.

## Soorten
Het geslacht kent de volgende soorten:
- Curruca balearica  – Balearische grasmus
- Curruca boehmi  – Gebandeerde meeszanger
- Curruca buryi  – Arabische meeszanger
- Curruca cantillans  – Balkanbaardgrasmus
- Curruca communis  – Grasmus
- Curruca conspicillata  – Brilgrasmus
- Curruca crassirostris  – Oostelijke orpheusgrasmus
- Curruca curruca  – Braamsluiper
- Curruca deserti  – Afrikaanse woestijngrasmus
- Curruca deserticola  – Atlasgrasmus
- Curruca hortensis  – Westelijke orpheusgrasmus
- Curruca iberiae  – Westelijke baardgrasmus
- Curruca layardi  – Layards meeszanger
- Curruca leucomelaena  – Arabische zwartkop
- Curruca lugens  – Bruine meeszanger
- Curruca melanocephala  – Kleine zwartkop
- Curruca melanothorax  – Cyprusgrasmus
- Curruca mystacea  – Menetries' zwartkop
- Curruca nana  – Woestijngrasmus
- Curruca nisoria  – Sperwergrasmus
- Curruca ruppeli  – Rüppells grasmus
- Curruca sarda  – Sardijnse grasmus
- Curruca subalpina  – Moltoni's baardgrasmus
- Curruca subcoerulea  – Kaapse meeszanger
- Curruca undata  – Provençaalse grasmus